# Sierra Almagrera
Sierra Almagrera es una sierra constituida por montañas cercanas a la costa del Mediterráneo, en el este de la provincia de Almería (España), con una altitud no superior a los 366 m sobre el nivel del mar. Este sistema montañoso pertenece a la cordillera Penibética y se encuentra en su totalidad en el término municipal de Cuevas de Almanzora.
Geológicamente se ha levantado del fondo marino a lo largo de multitud de fallas, que en los tiempos geológicos se fueron rellenando de filones de minerales de plomo y plata, como la galena argentífera. Esto convirtió a esta sierra en el pasado en importante centro minero para la extracción de estos minerales, a partir de 1838 en que se descubrieron los filones. Es emblemático el mineral llamado jarosita, llamada así por abundar en sierra Almagrera en el llamado barranco del Jaroso.

## Figuras de protección
Sierra Almagrera está considerada dentro de la ZEC (Zona de Especial Conservación) Sierras de Almagrera, de los Pinos y el Aguilón por su condición sierra litoral que alberga abruptos paisajes, flora y fauna de especial interés.

## Actividad humana
Las extracciones mineras transformaron el paisaje durante el siglo XIX y buena parte del XX, llenándose la zona de fundiciones y llevando a la zona el ferrocarril minero que transportaba el metal hasta el puerto de Almería. Sin embargo no es un fenómeno reciente, las colonias fenicias que existían en la zona hace siglos, como la de Baria, localizada en el actual pueblo de Villaricos (donde se pueden ver restos de necrópolis y fábrica de salazones fenicias), atestiguan que ya desde muy antiguo se conocía y era explotada su riqueza.